# Daigorō Tachibana
Daigorō Tachibana (橘 大五郎 Tachibana Daigorō?,  Prefectura de Ōita, Japón, 27 de enero de 1987), cuyo nombre de nacimiento es Daisuke Isayama (諌山 大輔 Isayama Daisuke?), es uno de los más célebres actores onnagata —especialista en roles femeninos— y taishū engeki de Japón. Es conocido como el "príncipe del taishū engeki" (Taishu Engeki-kai Purinsu) y "el nuevo héroe onnagata genio del taishū engeki" (Taishū engeki-kai no Nyūhīrō Tensai Onnagata).
También es recordado por su papel de Osei en la película Zatōichi (2003). Tachibana es una de las estrellas del taishū engeki que se ha convertido en artista profesional de música enka.

## Primeros años
Tachibana nació en el seno de una familia de actores teatrales, principalmente en el área del taishū engeki, un género de teatro más "ligero" que el kabuki. Su grupo de actores, el Tachibana Kikutarou Gekidan, fue fundado por sus abuelos y heredado por su tío. A la edad de tres años, debutó en el teatro de su tío y desde ese entonces ha realizado giras por todo el país. Desde una edad temprana destacó por su talento y destreza en interpretar papeles onnagata (roles femeninos), lo cual le valió reconocimiento como uno de mejores actores onnagata de la era actual.

## Carrera

### Zatōichiy prensa
En 2003, Tachibana debutó en la gran pantalla con la película Zatōichi de Takeshi Kitano. En ella interpreta a Seitarō Naruto, un joven que vive bajo el disfraz de una geisha llamada Osei. Su actuación como Osei le valió un premio en los 13th Tokyo Sports Film Awards. Su actuación en el filme junto al actor Taichi Saotome (quien interpretó a un joven Osei), atrajo el interés de los medios puesto que ambos son de diferentes grupos actorales. Aun así, Saotome y Tachibana practicaban y actuaban juntos, además de ser conocidos por su buena amistad. Una de sus colaboraciones más importantes fue en 2007, cuando sus compañías realizaron una producción conjunta, Sennen no Inori, en la cual actuaron como una pareja trágica; la obra tuvo un gran éxito en Japón y Hawái.
Tachibana también ha aparecido en numerosos periódicos, revistas y programas de televisión, sobre todo en Gokigenyo Shougekidan, D no Gekijo y ha realizado actuaciones como artista invitado en el evento anual, Kōhaku Uta Gassen, de NHK. En la revista Jin, Tachibana fue el vocero en la columna ¿Qué es el Taishū engeki?, en el cual explica y discute el taishū engeki a los lectores.

### Artes escénicas
Tachibana ha aparecido en grandes y reconocidas obras teatrales. En 2008, actuó en el controvertido remake de Bakumatsu Junjou-den, una obra con temas de doble género ambientada en la era Meiji, donde actuó junto con Satomi Ishihara y la estrella takarazuka, Makoto Tsubasa. En 2010, fue elegido para aparecer en Samurai 7, una obra basada en la serie de televisión homónima que tiene sus orígenes en la aclamada película de Akira Kurosawa, Los siete samuráis. En 2009, ingresó oficialmente a la industria de la música como cantante de enka profesional bajo la discográfica Teichiku Records. Tachibana lanzó un maxisencillo, Toki Gusuri, que fue compuesto por Kei Ogura, así como también dos videos musicales.
Tachibana firmó un contrato con su agencia para prohibir publicar fotos de él sin maquillaje y no tener relaciones románticas hasta alcanzar la edad de veinte años. También declaró que tenía interés en el béisbol cuando era joven y que alguna vez soñó con convertirse en jugador profesional de béisbol.
En marzo de 2011, apenas dos meses después de cumplir 24 años, oficialmente sucedió a su tío como presidente de la compañía. Tachibana es el presidente de la tercera generación del Gekidan Tachibana Kikutarou.